# Puchar Azji w snowboardzie 2023/2024
Puchar Azji w snowboardzie w sezonie 2023/2024 to kolejna edycja tej imprezy. Cykl rozpoczął się 17 lutego 2024 r. w japońskim ośrodku narciarskim Hoshino Resorts Nekoma Mountain na terenie miasta Bandai w powiecie Yama w prefekturze Fukushima zawodami w konkurencji big air, natomiast finałowe zmagania zwieńczono 19 marca tego samego roku w chińskim Wanlong Ski Resort zawodami w slalomie.

## Konkurencje
- SL - slalom
- PSL - slalom równoległy
- PGS - gigant równoległy
- HP - halfpipe
- SS - slopestyle
- BA - big air

Na liście klasyfikacji widnieje również oznaczenie PAR, które nie odzwierciedla żadnej konkurencji. Jest to zsumowana klasyfikacja SL, PSL i PGS.

## Kalendarz i wyniki Pucharu Azji

### Mężczyźni
| Lp. | Data           | Miejscowość                  | Konkurencja | 1. miejsce       | 2. miejsce    | 3. miejsce        |
| --- | -------------- | ---------------------------- | ----------- | ---------------- | ------------- | ----------------- |
| 1.  | 17 lutego 2024 | Fukushima (Yama)             | BA          | Ryoma Kimata     | Kaito Hamada  | Ruki Tobita       |
| 2.  | 28 lutego 2024 | Hakuba                       | SS          | Yuto Miyamura    | Ruki Tobita   | Kira Kimura       |
| 3.  | 4 marca 2024   | Tiger Ridge Mountain Park    | SS          | Kaito Hamada     | Yuto Miyamura | Jiang Xinjie      |
| 4.  | 5 marca 2024   | Tiger Ridge Mountain Park    | SS          | Ruki Tobita      | Liu Haoyu     | Kaito Hamada      |
| 5.  | 4 marca 2024   | High1 Resort                 | PGS         | Cho Wan-hee      | Kwon Yong-hwi | Bi Ye             |
| 6.  | 5 marca 2024   | High1 Resort                 | PSL         | Bi Ye            | Cho Wan-hee   | Ban Xuefu         |
| 7.  | 12 marca 2024  | Cuiyunshan Galaxy Ski Resort | PGS         | Bi Ye            | Sun Huan      | Ryusuke Shinohara |
| 8.  | 13 marca 2024  | Cuiyunshan Galaxy Ski Resort | PSL         | Sun Huan         | Bi Ye         | Qin Zihan         |
| 9.  | 12 marca 2024  | Tiger Ridge Mountain Park    | HP          | Kim Geon-hui     | Zhang Xinhao  | Fan Xiaobing      |
| 10. | 14 marca 2024  | Tiger Ridge Mountain Park    | HP          | Ren Chongshuo    | Gao Hongbo    | Kim Geon-hui      |
| 11. | 18 marca 2024  | Wanlong Ski Resort           | PGS         | Hong Seung-yeong | Ban Xuefu     | Cho Wan-hee       |
| 12. | 19 marca 2024  | Wanlong Ski Resort           | SL          | Qin Zihan        | Ban Xuefu     | Sun Huan          |

### Klasyfikacje
| Lp. | Zawodnik          | Punkty |
| --- | ----------------- | ------ |
| 1.  | Bi Ye             | 404    |
| 2.  | Cho Wan-hee       | 370    |
| 3.  | Sun Huan          | 355    |
| 4.  | Qin Zihan         | 317    |
| 5.  | Ban Xuefu         | 311    |
| 6.  | Ryusuke Shinohara | 290    |
| 7.  | Hong Seung-yeong  | 230    |
| 8.  | Lyu Meishuo       | 143    |
| 9.  | Ding Xuedong      | 136    |
| 10. | Shao Yunyang      | 105    |

| Lp. | Zawodnik      | Punkty |
| --- | ------------- | ------ |
| 1.  | Kaito Hamada  | 240    |
| 2.  | Ruki Tobita   | 240    |
| 3.  | Yuto Miyamura | 216    |
| 4.  | Daia Okajima  | 122    |
| 5.  | Liu Haoyu     | 102    |
| 6.  | Ryoma Kimata  | 100    |
| 7.  | Haruhi Tsuji  | 94     |
| 8.  | Cheng Kun     | 77     |
| 9.  | Jiang Xinjie  | 76     |
| 10. | Wei Yicong    | 68     |

| Lp. | Zawodnik      | Punkty |
| --- | ------------- | ------ |
| 1.  | Kim Geon-hui  | 160    |
| 2.  | Ren Chongshuo | 150    |
| 3.  | Zhang Xinhao  | 130    |
| 4.  | Gao Hongbo    | 125    |
| 5.  | Fan Xiaobing  | 105    |

### Kobiety
| Lp. | Data           | Miejscowość                  | Konkurencja | 1. miejsce       | 2. miejsce   | 3. miejsce      |
| --- | -------------- | ---------------------------- | ----------- | ---------------- | ------------ | --------------- |
| 1.  | 17 lutego 2024 | Fukushima (Yama)             | BA          | Chihiro Edamatsu | Himari Ishii | Suzuka Ishimoto |
| 2.  | 28 lutego 2024 | Hakuba                       | SS          | Kokomo Murase    | Momo Suzuki  | Himari Ishii    |
| 3.  | 4 marca 2024   | Tiger Ridge Mountain Park    | SS          | Zhang Xiaonan    | Yura Murase  | Ren Ziyan       |
| 4.  | 5 marca 2024   | Tiger Ridge Mountain Park    | SS          | Zhang Xiaonan    | Yura Murase  | Jin Rongxi      |
| 5.  | 4 marca 2024   | High1 Resort                 | PGS         | Gong Naiying     | Kong Binbin  | Jang Seo-hee    |
| 6.  | 5 marca 2024   | High1 Resort                 | PSL         | Gong Naiying     | Asa Toyoda   | Zang Ruxin      |
| 7.  | 12 marca 2024  | Cuiyunshan Galaxy Ski Resort | PGS         | Bai Xinhui       | Gong Naiying | Jang Seo-hee    |
| 8.  | 13 marca 2024  | Cuiyunshan Galaxy Ski Resort | PSL         | Gong Naiying     | Kong Binbin  | Dong Xue        |
| 9.  | 12 marca 2024  | Tiger Ridge Mountain Park    | HP          | Wu Shaotong      | Liu Yibo     | Ai Yanyi        |
| 10. | 14 marca 2024  | Tiger Ridge Mountain Park    | HP          | Wu Shaotong      | Liu Yibo     | Yang Lu         |
| 11. | 18 marca 2024  | Wanlong Ski Resort           | PGS         | Bai Xinhui       | Jang Seo-hee | Gong Naiying    |
| 12. | 19 marca 2024  | Wanlong Ski Resort           | SL          | Peng Cheng       | Gong Naiying | Dong Xue        |

### Klasyfikacje
| Lp. | Zawodniczka     | Punkty |
| --- | --------------- | ------ |
| 1.  | Gong Naiying    | 520    |
| 2.  | Bai Xinhui      | 333    |
| 3.  | Peng Cheng      | 306    |
| 4.  | Jang Seo-hee    | 300    |
| 5.  | Kong Binbin     | 289    |
| 6.  | Zang Ruxin      | 250    |
| 7.  | Kan Binbin      | 237    |
| 8.  | Ayana Koshisaka | 193    |
| 9.  | Dong Xue        | 181    |
| 10. | Dong Yuyue      | 162    |

| Lp. | Zawodniczka      | Punkty |
| --- | ---------------- | ------ |
| 1.  | Zhang Xiaonan    | 200    |
| 2.  | Yura Murase      | 200    |
| 3.  | Himari Ishii     | 140    |
| 4.  | Kiara Morii      | 136    |
| 5.  | Chihiro Edamatsu | 129    |
| 6.  | Suzuka Ishimoto  | 110    |
| 6.  | Ren Ziyan        | 110    |
| 8.  | Jin Rongxi       | 105    |
| 9.  | Kokomo Murase    | 100    |
| 10. | Momo Suzuki      | 98     |

| Lp. | Zawodniczka    | Punkty |
| --- | -------------- | ------ |
| 1.  | Wu Shaotong    | 200    |
| 2.  | Liu Yibo       | 160    |
| 3.  | Ai Yanyi       | 105    |
| 3.  | Yang Lu        | 105    |
| 5.  | Wang Jingjing  | 90     |
| 6.  | Hu Xinyu       | 86     |
| 7.  | Heo Young-hyun | 76     |